# SN 2010dd
SN 2010dd – supernowa typu Ia odkryta 23 maja 2010 roku w galaktyce UGC 10594. W momencie odkrycia miała maksymalną jasność 17,20m.